# Brynåstjärnen (Älvdalens socken, Dalarna, vid Rangen)
Brynåstjärnen är en sjö i Älvdalens kommun i Dalarna och ingår i Dalälvens huvudavrinningsområde. Sjön har en area på 0,0561 kvadratkilometer och ligger 483,5 meter över havet.

## Delavrinningsområde
Brynåstjärnen ingår i det delavrinningsområde (682577-137755) som SMHI kallar för Utloppet av Trängseldammen. Medelhöjden är 503 meter över havet och ytan är 254,22 kvadratkilometer. Räknas de 401 avrinningsområdena uppströms in blir den ackumulerade arean 4 518,28 kvadratkilometer. Avrinningsområdets utflöde Dalälven (Österdalälven) mynnar i havet. Avrinningsområdet består mestadels av skog (72 procent). Avrinningsområdet har 38,83 kvadratkilometer vattenytor vilket ger det en sjöprocent på 15,3 procent.